# Пигатриксы
Пигатриксы (лат. Pygathrix) — род обезьян из семейства мартышковые. В некоторых классификациях род объединяют с родом ринопитеки (Rhinopithecus). Обитают в Юго-Восточной Азии.

## Описание
Небольшие приматы с длинным хвостом. Цвет меха различен на разных участках тела, кисти рук и ступни ног темнее остального тела, шерсть на лице более светлая. Длинные конечности позволяют ловко передвигаться в кронах деревьев.

## Поведение
Живут небольшими семейными группами, состоящими из самца-вожака и небольшого гарема самок, а также их потомства. В помёте обычно один детёныш, находящийся на грудном вскармливании около года.

## Виды
Классификация рода дискуссионна. Обычно выделяют 3 вида:
- Немейский тонкотел (Pygathrix nemaeus)
- Черноногий тонкотел (Pygathrix nigripes)
- Сероплюсный пигатрикс (Pygathrix cinerea)